# Departamento Litoral (Benín)
Littoral es uno de los doce departamentos de Benín. Littoral se divide en 13 distritos arrondissements. El departamento contiene tan solo una ciudad, Cotonú, la mayor del país que es su capital económica, ya que la capital oficial es Porto Novo. En el censo de 2013, el departamento tenía una población de 679 012 habitantes.